# Piktijščina
Piktijščina je izumrl keltski jezik, ki so ga nekoč govorili na območju Velike Britanije. Teorija iz 19. stoletja, da je šlo za predindoevropski jezik, je bila z raziskavami ohranjenih (maloštevilnih) virov in zapisov v drugi polovici 20. stoletja ovržena.